# Esplosione della Valletta
Il 12 settembre 1634, alla Valletta esplose accidentalmente una fabbrica di polvere da sparo ospedaliera, che uccise 22 persone e causò gravi danni a numerosi edifici. La fabbrica, costruita tra la fine del XVI secolo e l'inizio del XVII secolo, era situata nella parte bassa di La Valletta, vicino alla prigione degli schiavi.
L'esplosione danneggiò la vicina chiesa e il collegio dei gesuiti. La facciata della chiesa fu ricostruita attorno al 1647 dall'architetto Francesco Buonamici, mentre le parti danneggiate del collegio furono ricostruite dopo l'esplosione.
La fabbrica di polvere da sparo non fu ricostruita dove avvenne l'esplosione. Intorno al 1667 un nuovo stabilimento fu costruito a Floriana, lontano da qualsiasi zona residenziale. Questa fabbrica fu incorporata nel complesso dell'ospizio all'inizio del XVIII secolo.